# نوبوتادا ساجی
نوبوتادا ساجی، (به ژاپنی: 佐治 信忠) (زاده ۲۵ نوامبر ۱۹۴۵) کارآفرین، سرمایه‌دار و مدیر ارشد اجرایی ژاپنی است، که در ماه مارس ۲۰۱۴ با دارایی خالص ۷٫۹ میلیارد دلار به‌عنوان دومین فرد ثروتمند ژاپن شناخته شد.